# 基爾大學 (英國)
基爾大學（英語：Keele University），位於英國中部斯塔福德郡紐卡斯爾安德萊姆附近的基爾村，距離特倫特河畔斯托克約5英里（3公里），是一所英國公立研究式校園大學。大學原為創辦於1949年的北施他佛郡大學學院，並於1962年獲英女皇頒發皇家特許狀，升格為大學。基爾為英國二次大戰後第一所新成立的平板玻璃大學，致力於推廣跨學科研究，是英國大學中提供雙學位課程的先驅。基爾大學佔地250公頃，為英國最大的校園大學（Campus University）。學校大部份學科都在校園裡上課，惟基爾大學醫學院則在附近位的北施他佛郡大學醫院裏為醫科生提供診所和病理實習機會。

## 歷史

### 創辦初期

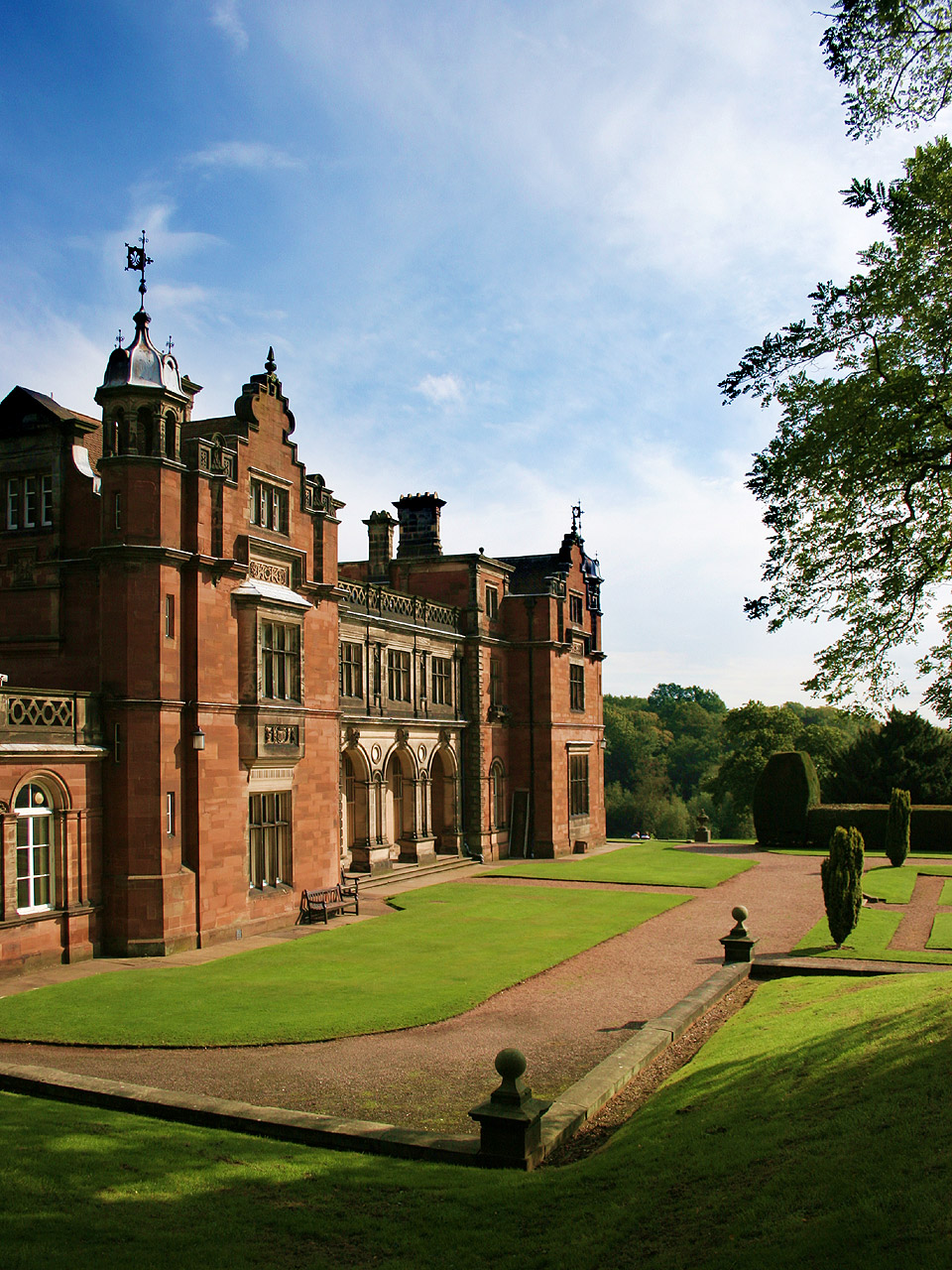
基爾堂，基爾大學最初的建築

大學的創辦源自林斯男爵（Alexander Dunlop Lindsay）的願景，作為牛津大學貝利奧爾學院的院長，他認為大學應該更加普級，並關心基層人士接受高等教育的機會。林斯男爵於1925年在北施他佛郡工人教育協會中演講，並首次提出建立一所「平民大學」（people's university）的願景 。
1946年，林斯男爵去信時任英國大學資助委員會主席莫利爵士（Walter Moberly），表示有意創立一所新型大學。得到的回覆卻是大學資助委員會只贊成新開辦的學院成為倫敦大學的一所附屬學院，並頒發倫敦大學的遙距學位。但林斯男爵認為新建立的大學應該擁有頒授學位的權力，但資金可以有意見成立的大學資助。為此，林斯男爵曾向牛津大學校長請求贊助。
後來，史篤城市議會成立了一個委員會，探討在施他佛郡成立一所大學的可能，並得到市議員賀活（Thomas Horwood）的支持。1949年，委員會獲得大學資助委員會批出資金，並從善德家族（Sneyd）手中購買了一所宏偉的大宅基爾堂和鄰近善德莊園的土地，北施他佛郡大學學院正式成立。善德莊園與二戰期間曾被英國陸軍徵用作為軍營，英軍撤退後留下大量平房，成為大學創辦初年的課室和宿舍。
基尔大学的第一任校长为 Lord Lindsay of Birker，从1949年到1952年。
大學經過十多年的發展，備受肯定，並於1962年1月正式獲樞密院辦法皇家特許狀，正式升格為大學，並正名為基爾大學。

### 千禧年代
大學於2009年獲得英女皇高等教育週年獎，以表揚大學在研究初期防禦和治療慢性疼痛和關節炎的成果。
2012年，大學首次引入基礎課程和國際學生基課程，以增加大學收取國際學生的比例。

## 未來發展
大學正朝向發展成一所國際性綜合大學的目標，並繼續弘揚其宗創辦時的宗旨，普級高等教育。大學現時無意申請加入羅素集團，現任校長霍歷德（Nick Foskett）認為，獨立於大型大學聯盟將可獲得更大學術和發展自由。現時大學正為發展新科技與商業園而籌款。

## 校園

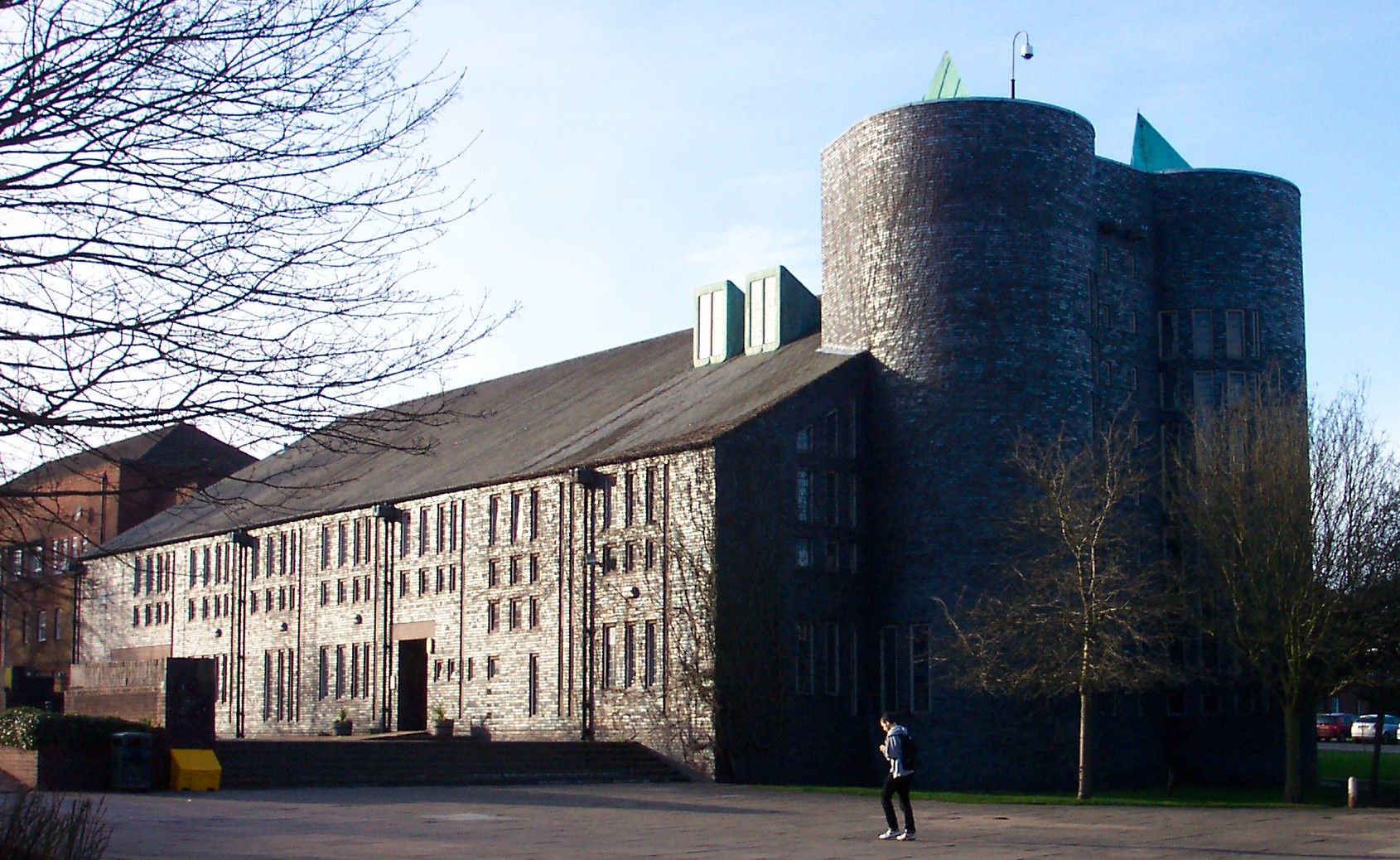
特別風格的大學教堂

大學正銳意發展成21世紀現代化校園。大學校園屬於鄉郊形，離椴樹下的紐卡素的市中心3英里遠。大學最近火車站為史篤城火車站，經火車到鄰近大城市如曼徹斯特，利物浦和伯明翰只需45分鐘。
大學目前正研究加建宿舍和教學設施，以應付日益增加的學生。

## 學術
大學現設以下學院：
- 人文與社會科學學院下設：
  - 公共政策與專業實習學院 （教育，社會工作，高齡研究，公共政策，衛生政策和診所管理）
  - 經濟與管理研究學院 （經濟，人力資源管理和工業資源管理）
  - 文學院 （美國研究，英文與英國文學，歷史，現代語言和文化）
  - 法學院
  - 政治，國際關係與哲學學院
  - 社會學和犯罪學學院
- 自然科學學院下設：
  - 電腦和數學學院
  - 生命科學學院
  - 地理學院
  - 物理學院
  - 心理學學院
- 衛生學院下設：
  - 衛生和康復治療學院 （物理治療）
  - 基爾大學醫學院
  - 藥劑學學院
  - 護理學與助產學學院

## Varsity
自2001年起，基爾大學和施他佛郡大學組Varsity聯賽，兩首大學每年於3月中都會進行一係列不同類型的體育比賽，爭奪Varsity盃。